# Dumas (Mississippi)
Pour les articles homonymes, voir Dumas.
Dumas est une ville américaine située dans le comté de Tippah, dans le Mississippi. Selon le recensement de 2020, sa population est de 471 habitants.